# Arbent
Arbent ist eine französische Gemeinde mit 3482 Einwohnern (Stand 1. Januar 2022) im Département Ain in der Region Auvergne-Rhône-Alpes. Sie gehört zum Kanton Oyonnax im Arrondissement Nantua.

## Geographie
Arbent liegt auf 565 m, etwa fünf Kilometer nordnordöstlich der Stadt Oyonnax und 36 Kilometer ostnordöstlich der Präfektur Bourg-en-Bresse (Luftlinie). Das Dorf erstreckt sich im nördlichen Bugey, im Jura, beidseits des Ruisseau de Merdanson, der hier aus einem engen Tal in das Talbecken von Oyonnax hinaustritt.
Die Fläche des 23,49 km² großen Gemeindegebiets umfasst einen Abschnitt des südlichen französischen Juras. Der östliche Teil wird vom Talbecken von Oyonnax eingenommen, das hier eine Breite von ungefähr 1,5 km aufweist und eine Synklinale im Faltenjura bildet. Dieses Talbecken wird durch den Merdanson nach Westen zur Bienne entwässert. Nach Osten erstreckt sich das Gemeindeareal über den dicht bewaldeten Jurahang (Forêt de Macretet, Bois du Roy) bis auf den Kamm des Mont de la Chaux, auf dem mit 1100 m die höchste Erhebung von Arbent erreicht wird. Hier entspringt der Ruisseau de Merdanson, der in seinem Oberlauf eine tiefe Erosionsrinne geschaffen hat. Die östliche Abgrenzung des Gebietes bildet die Mulde von Viry.
Zu Arbent gehören der ehemalige Weiler Marchon (560 m) am Stadtrand von Oyonnax und verschiedene Neubausiedlungen. Nachbargemeinden von Arbent sind Viry im Norden und Osten, Échallon und Oyonnax im Süden sowie Dortan im Westen.

## Geschichte
Den Ursprung von Arbent bildete ein um das Jahr 1100 gegründetes Kloster, das von Saint-Claude abhängig war. Die Mönche rodeten das Gebiet, machten es urbar und legten den Grundstein für die Besiedlung. Im Mittelalter war Arbent eine eigene Herrschaft, die den Herren von Thoire-Villars gehörte und 1402 unter die Oberhoheit der Grafen von Savoyen kam. Mit dem Vertrag von Lyon gelangte das Dorf im Jahre 1601 an Frankreich. Im Rahmen der Auseinandersetzungen zwischen Frankreich und der Franche-Comté wurde Arbent im 17. Jahrhundert von Truppen aus der Freigrafschaft zerstört.

## Bevölkerung
| Jahr                       | 1962 | 1968 | 1975 | 1982 | 1990 | 1999 | 2006 | 2012 | 2020 |
| Einwohner                  | 1035 | 1255 | 1400 | 2766 | 3369 | 3610 | 3464 | 3440 | 3336 |
| Quellen: Cassini und INSEE |      |      |      |      |      |      |      |      |      |

Mit 3482 Einwohnern (Stand 1. Januar 2022) gehört Arbent zu den mittelgroßen Gemeinden des Départements Ain. Seit Beginn der 1960er Jahre wurde eine markante Bevölkerungszunahme verzeichnet. In dieser Zeit hat sich die Einwohnerzahl des Dorfes mehr als verdreifacht. Mittlerweile ist das Siedlungsgebiet von Arbent fast lückenlos mit demjenigen von Oyonnax zusammengewachsen. Die Ortsbewohner von Arbent heißen auf Französisch Arbanais(es).

## Sehenswürdigkeiten
Die gotische Pfarrkirche Saint-Laurent wurde im 15. Jahrhundert erbaut. Vom ehemaligen Kloster, das im 17. Jahrhundert zerstört worden war, wurden die letzten Überreste in den 1930er Jahren beseitigt. In Marchon steht eine Kapelle.

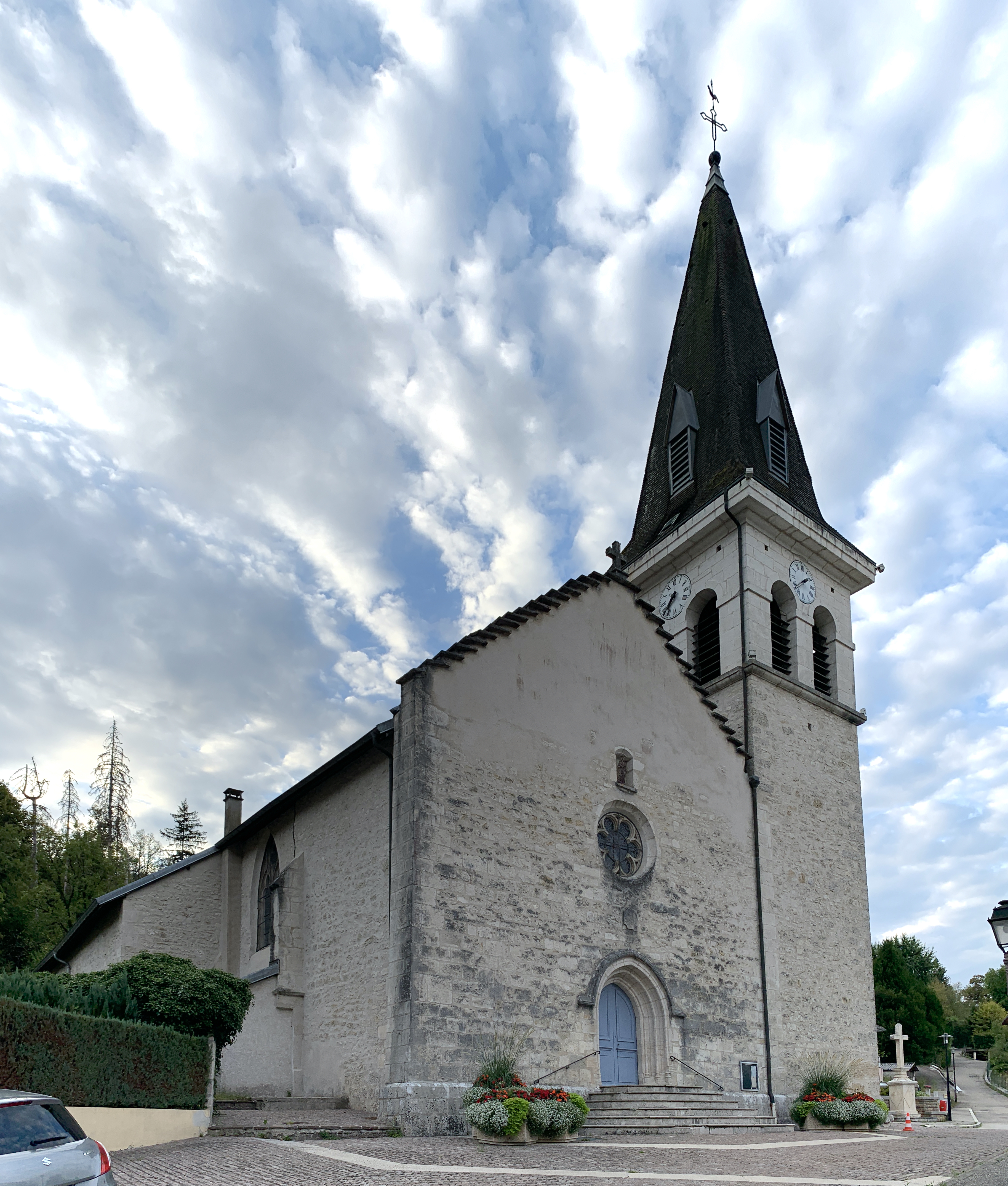
Kirche St. Laurentius in Arbent
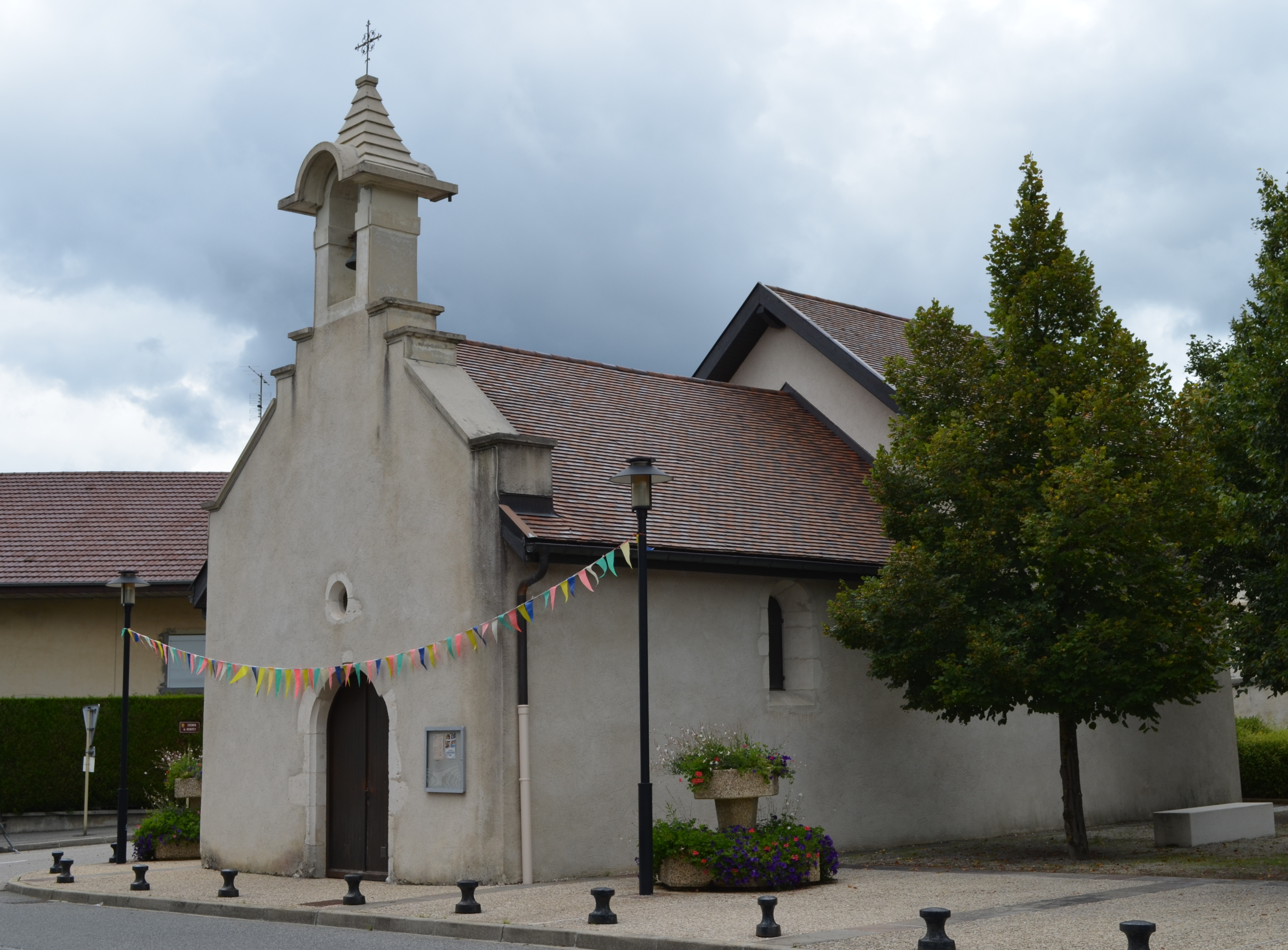
Kapelle Saint-Oyen im Ortsteil Marchon
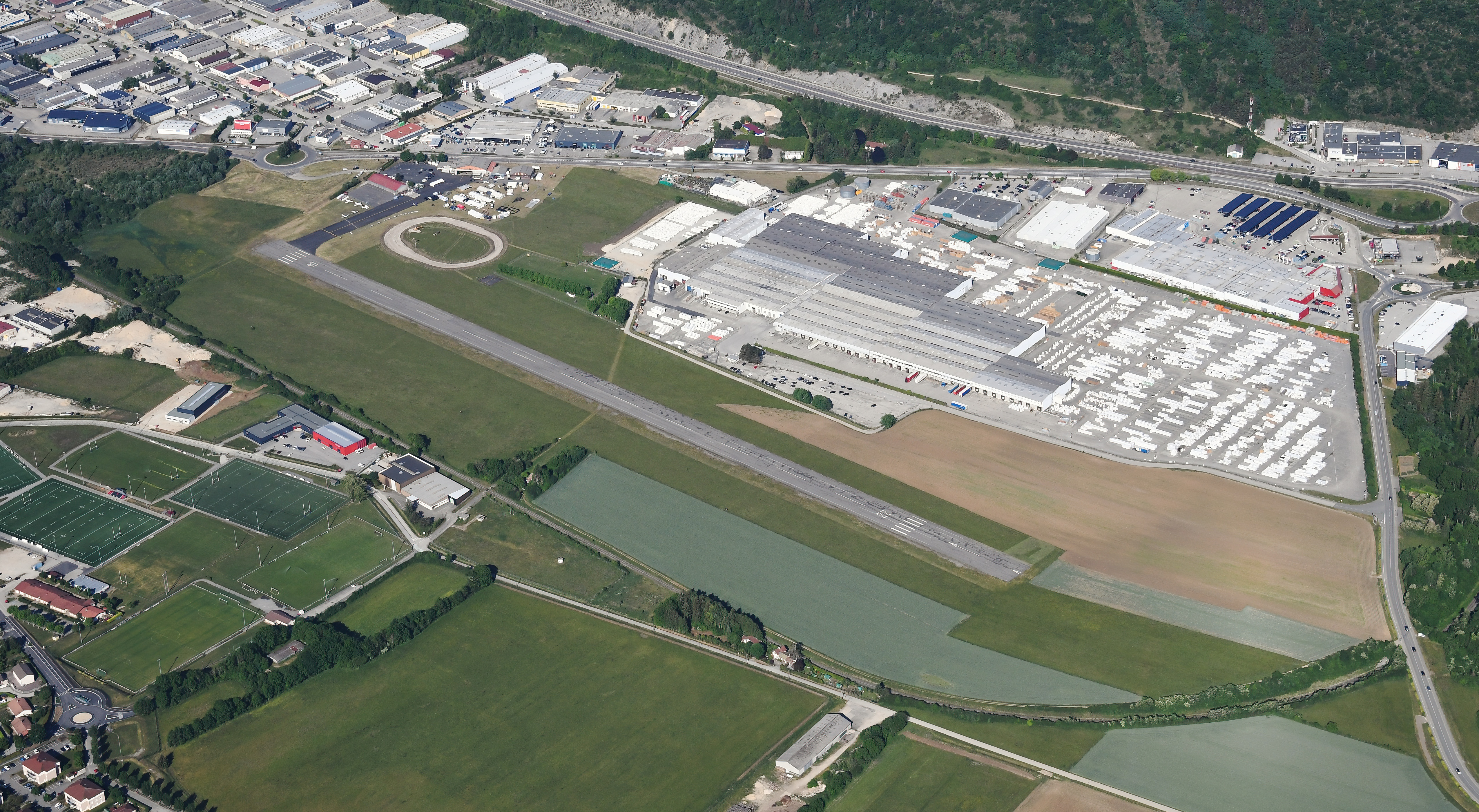
Flugplatz Oyonnax Arbent
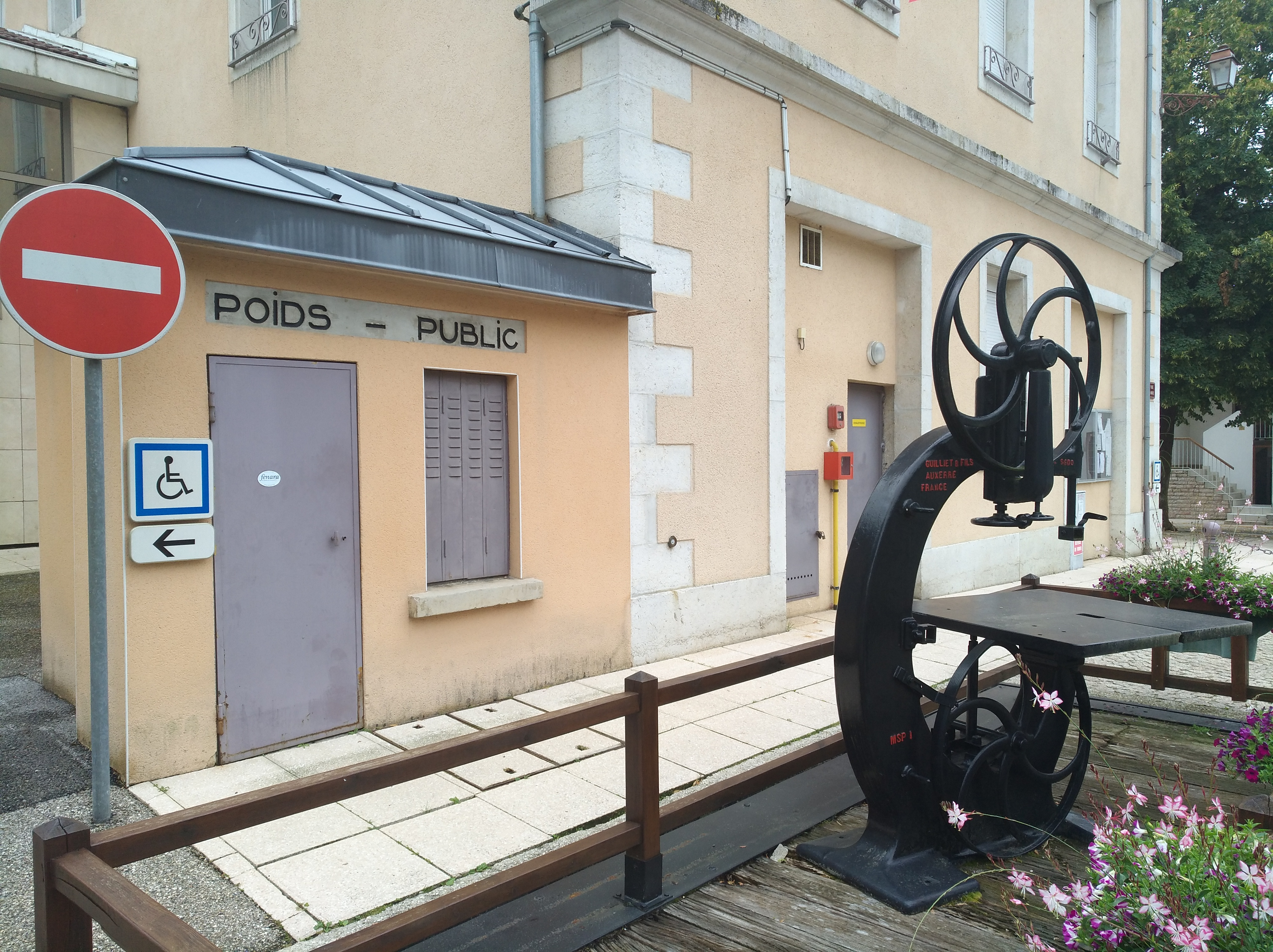
Alte öffentliche Waage
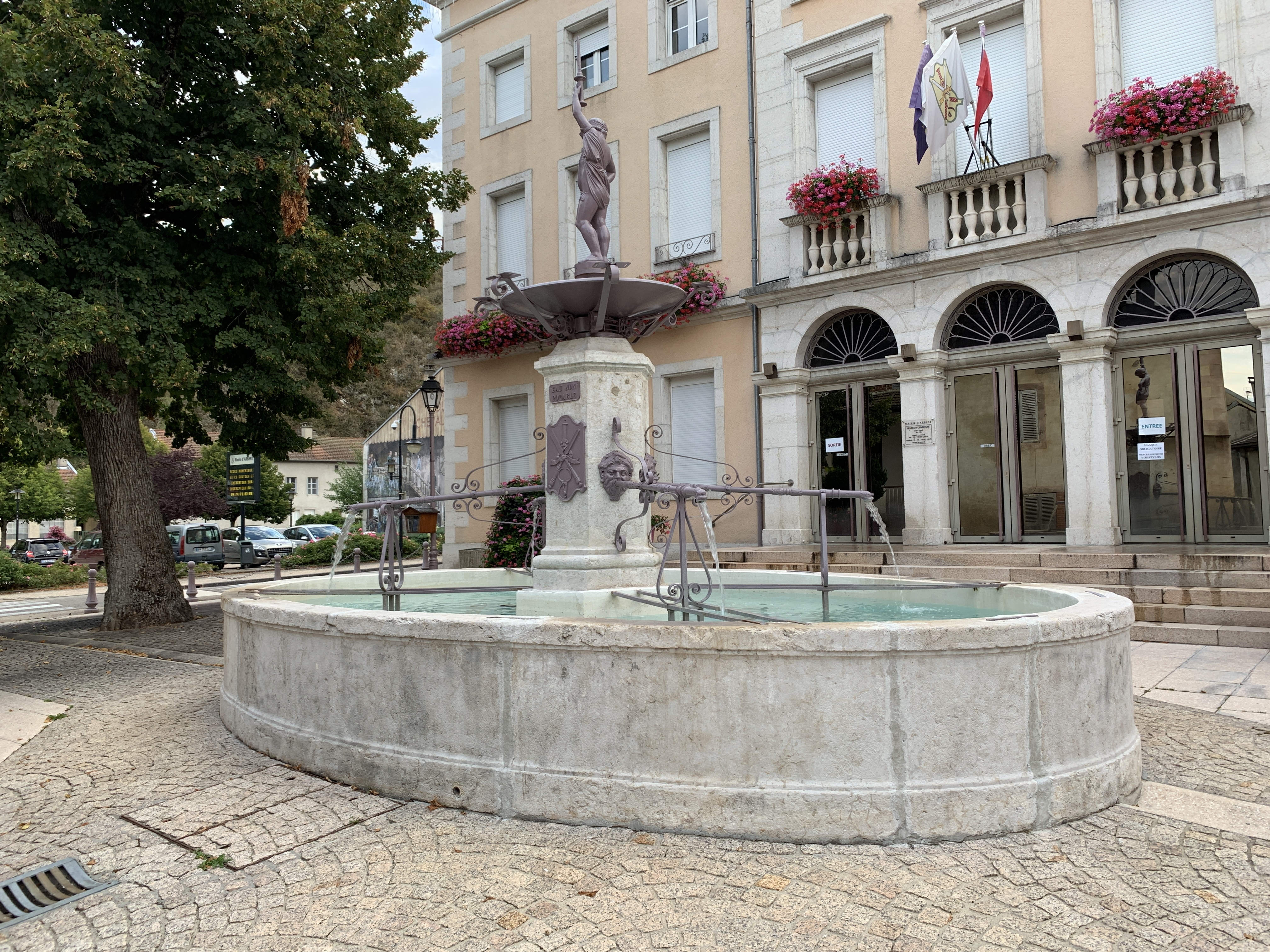
Brunnen vor dem Rathaus
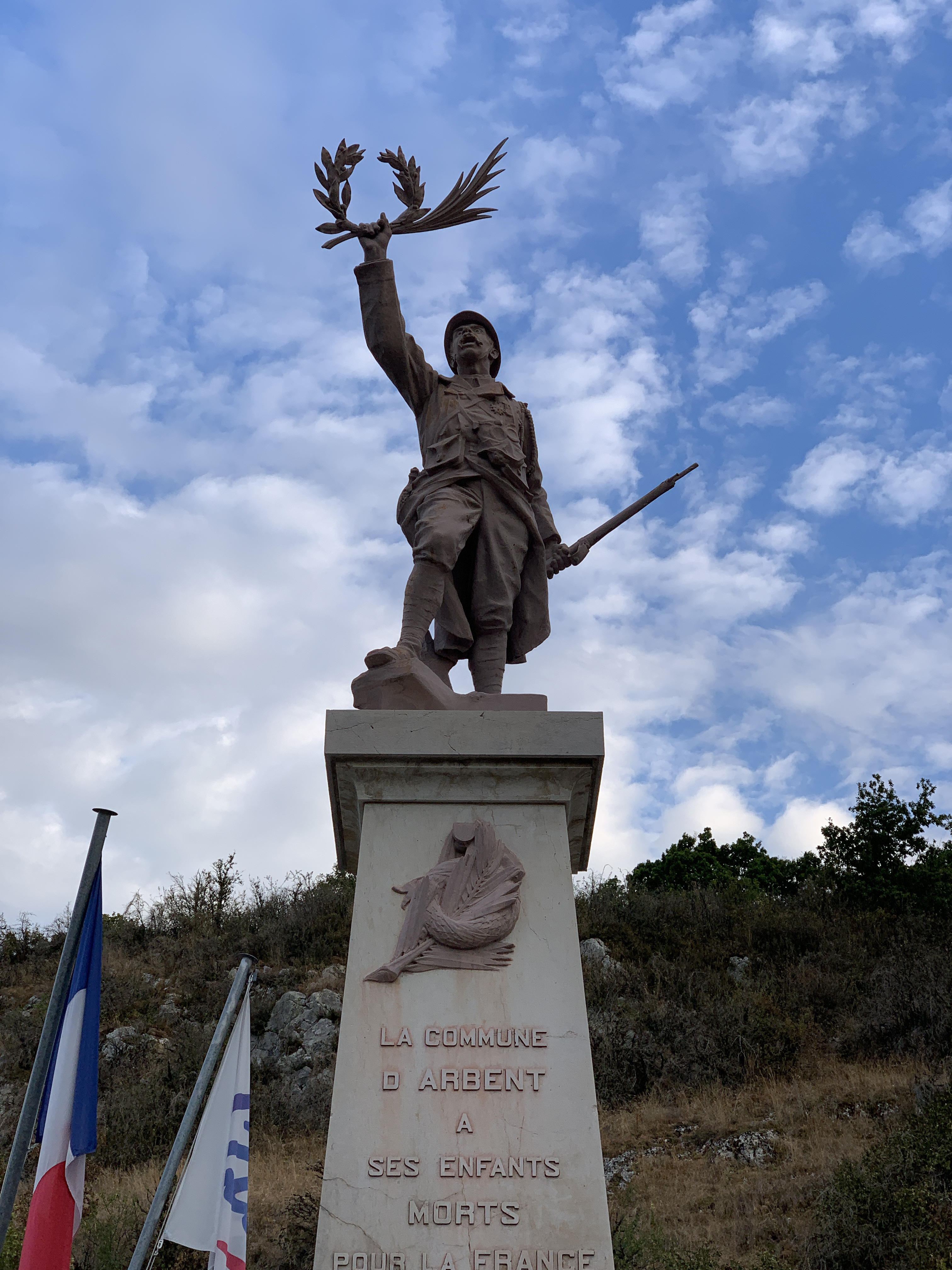
Gefallenendenkmal
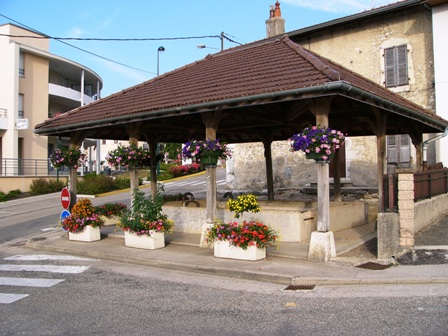
Ehemaliges öffentliches Waschhaus

## Wirtschaft und Infrastruktur
Arbent war lange Zeit ein vorwiegend durch die Landwirtschaft und die Forstwirtschaft geprägtes Dorf. Dank der Nähe zu Oyonnax ließen sich seit der ersten Hälfte des 20. Jahrhunderts auch in Arbent verschiedene neue Unternehmen nieder. Heute gibt es in der Talebene zwischen Arbent und Oyonnax zwei große Gewerbe- und Industriezonen mit insgesamt mehr als 80 Betrieben. Zu den wichtigen Industriezweigen zählen die Kunststofffabrikation und die feinmechanische Industrie.
Die Ortschaft ist verkehrsmäßig sehr gut erschlossen. Sie liegt nahe der Hauptstraße, die von Montréal-la-Cluse via Oyonnax nach Saint-Claude führt. Eine weitere Straßenverbindung besteht mit Viry. Der nächste Anschluss an die Autobahn A 404 (Saint-Martin-du-Frêne – Oyonnax) befindet sich in einer Entfernung von rund 2 Kilometern. Arbent besitzt einen Bahnhof an der Eisenbahnlinie von Oyonnax nach Saint-Claude. Auf dem Gemeindeboden liegt auch der Flugplatz Oyonnax Arbent.
In Arbent befinden sich zwei Vorschulen (école maternelle), zwei Grundschulen (école élémentaire) und eine Gesamtschule (collège, alle 5 in öffentlicher Trägerschaft).